# Polysynnema tropicum
Polysynnema tropicum är en svampart som beskrevs av Constant. & Seifert 1988. Polysynnema tropicum ingår i släktet Polysynnema, divisionen sporsäcksvampar och riket svampar.   Inga underarter finns listade i Catalogue of Life.